# Cătălin-Sorin Ivan
Cătălin-Sorin Ivan (ur. 23 grudnia 1978 w Gałaczu) – rumuński polityk i ekonomista, deputowany do Parlamentu Europejskiego VII i VIII kadencji.

## Życiorys
Absolwent Wydziału Ekonomii i Zarządzania Uniwersytetu w Jassach. Na tej samej uczelni w 2006 rozpoczął studia doktoranckie. Pracował zawodowo w branży doradczej, w 2006 objął stanowisko dyrektora w przedsiębiorstwie konsultingowym.
W 2002 wstąpił do Partii Socjaldemokratycznej. Był radnym miejskim w Jassach, w 2006 został wiceprzewodniczącym szczebla krajowego organizacji młodzieżowej socjaldemokratów, a rok wcześniej partyjnym sekretarzem do spraw w departamencie oświatowym.
W wyborach w 2009 uzyskał mandat posła do Parlamentu Europejskiego. W VII kadencji został członkiem nowej grupy pod nazwą Postępowy Sojusz Socjalistów i Demokratów, a także Komisji Kontroli Budżetowej oraz Komisji Kultury i Edukacji. W 2014 z powodzeniem ubiegał się o europarlamentarną reelekcję. W PE zasiadał do 2019, w trakcie kadencji wystąpił z PSD.
W 2019 kandydował w wyborach prezydenckich, otrzymując w pierwszej turze głosowania 0,4% głosów.